# Света Троица (Малко Търново)
Вижте пояснителната страница за други значения на Света Троица.
„Света Троица“ е източнокатолическа църква в град Малко Търново, България, енорийски храм на Софийската епархия.

## История на енорията
Началото на общността на католиците от източен обред в Малко Търново датира от времето на присъединилите се към Рим българи през 1860 г. Първите свещеници в общността са отците Иван Ваклидов и Койчо (Кирил). В къщата на Стойчо Гаруфалов – дядо на бъдещия епископ Иван Гаруфалов – е осветен първият католически параклис през 1861 г. През 1862 г. в Малко Търново Светата литургия започва да се служи на славянски език. Същата година е основавано първо българско училище.
От 1866 г. униатската общност е обслужвана от отци възкресенци. През 1868 г. е построен първият храм „Свети Петър и Павел“, осветен на 29 юни същата година. Малко след това енорията има постоянен свещеник – отец Желязко. През 70-те години на ХІХ век отците възкресенците напълно поемат енорията в Малко Търново. С настоятелството на отец Август Мосеер е построено ново училище. В края на 90-те години на ХІХ в. пристигат и сестри възкресенки. Енорията е част от Тракийския български апостолически викариат с център Одрин и в края на XIX в. в нея има една католическа прогимназия и две начални училища за момчета и момичета. 
На 16 февруари 1923 г. пожар унищожава сградата на училището и свещеническия дом.
Най-голямото си развитие енорията постига по време на 25-годишното служене на родения в града отец Иван Гаруфалов, който не само модернизира училището, но също така с големи усилия започва строежа на новата църква. Основава се католическа кооперация, действа сиропиталище, а в училището усърдно работят милосърдните загребски сестри.
След отец Гаруфалов, който през 1941 г. е назначен за Апостолически екзарх, енорията поема отец Йосиф Германов. След него енористи са отците Антон Петров, Константин Патронов, Никола Гръмов и Роман Котевич.

### Енористи и свещеници, служили в енорията
- Желязко (1870-те)
- Август Мосеер (в края на XIX век)
- Иван Гаруфалов (1915-1941)
- Йосиф Германов (1941-1969)
- Антон Петров (1969-1977)
- Константин Патронов (1977-1991)
- Никола Гръмов (1991-1992)
- Роман Котевич (1992-)

## История на храма
Първата църква в енорията е построена през 1868 г. Около 1928 г. тя започва да се руши и през януари 1929 г. енорийският съвет взема решение да спре черкуването в нея и организира временен параклис в католическата прогимназия за обслужване на Светата литургия.
Сегашният храм е построен върху основите на старта църква. Работите по строителството му започват през 1930 г. Той е окончателно завършен в края на 1931 г. През следващите две години е построена камбанарията, а след това продължава работата по вътрешното оформление. На 4 април 1936 г. новата униатска църква „Света Троица“ в Малко Търново е тържествено осветена.
Църковните икони, олтарът и църковната утвар са пренесени от Одрин, от българската църквата „Свети Кирил и Методий“. Една от най-ценните икони е чудотворната икона на Богородица, наричана тук „Покровителка на единството между християните“. На 25 май 2002, при визитата си в България, папа Йоан Павел II коронясва иконата.
Храмов празник – 50 дни след Великден.

## Параклис „Света Богодорица“
Към църквата е изграден параклис „Света Богодорица“, обявен за светилище на Католическата църква в България. В параклиса на светилището са сложени иконата на „Ченстоховската Света Богородица – Покровителка на единството на християните“ и „пиюска“ – бялата шапчица, с която папа Йоан Павел II е служил преди идването си в България.